# Uherčice (Znojmo)
Uherčice (in tedesco Ungarschitz) è un comune della Repubblica Ceca facente parte del distretto di Znojmo, in Moravia Meridionale.